# Lac Drūkšiai
Le lac Drūkšiai (en lituanien) ou lac Drysviaty (en biélorusse : Дрысвяты ; en russe : Дрисвяты, Drisviaty ; en polonais : Dryświaty) est un lac transfrontalier de la Lituanie et de la Biélorussie.

## Description
Le lac se trouve dans l'est de la Lituanie et dans la voblast de Vitebsk, en Biélorussie. 
La profondeur maximale du lac est de 33,3 mètres et sa profondeur moyenne est de 7,6 m. Le lac se forma à la suite de mouvements de glaciers qui se déplaçaient dans des directions perpendiculaires. L'eau la moins profonde se situe au sud du lac, et la profondeur n'excède pas les 7 m.
La centrale nucléaire d'Ignalina, construite à l'époque soviétique, se trouve sur la rive sud du lac, aujourd'hui en Lituanie.